# Argia talamanca
Argia talamanca – gatunek ważki z rodziny łątkowatych (Coenagrionidae). Występuje na terenie Ameryki Południowej i Ameryki Środkowej.